# گرابوویتس-گورا
گرابوویتس-گورا (به لهستانی:  Grabowiec-Góra) یک روستا در لهستان است که در گمینا گرابوویتس واقع شده‌است. گرابوویتس-گورا ۶۵۰ نفر جمعیت دارد.